# Actaeinae
Actaeinae zijn een onderfamilie van krabben (Brachyura) uit de familie Xanthidae.

## Geslachten
De Actaeinae omvat de volgende geslachten: 
- Actaea De Haan, 1833
- Actaeodes Dana, 1851
- Allactaea Williams, 1974
- Epiactaea Serène, 1984
- Epiactaeodes Serène, 1984
- Forestia Guinot, 1976
- Gaillardiellus Guinot, 1976
- Heteractaea Lockington, 1877
- Lobiactaea T. Sakai, 1983
- Meractaea Serène, 1984
- Novactaea Guinot, 1976
- Odhneria T. Sakai, 1983
- Paractaea Guinot, 1969c
- Paractaeopsis Serène, 198
- Platyactaea Guinot, 1967
- Psaumis Kossmann, 1877
- Pseudactaea Serène, 1962
- Pseudoliomera Odhner, 1925
- Rata Davie, 1993
- Serenius Guinot, 1976

### Uitgestorven
- † Actaeops Portell & Collins, 2004
- † Phlyctenodes A. Milne-Edwards, 1862
- † Pseudophlyctenodes Busulini, Tessier & Beschin, 2006